# Janusz Umiński
Janusz Kazimierz Umiński (ur. 10 lutego 1932 w Bydgoszczy, zm. 2 maja 2023) – polski prawnik, działacz społeczny i turystyczny, autor licznych przewodników turystycznych. Wieloletni działacz (od 1951) i Członek Honorowy PTTK, w tym Zarządu Głównego tej organizacji; Polskiego Towarzystwa Geograficznego, Towarzystwa Urbanistów Polskich, TMMB, BTN, TNT.
Syn Henryka Umińskiego – kapitana w 61 pułku piechoty, ofiary zbrodni katyńskiej – i Marii Ludwiki z domu Madalińskiej. Absolwent Wydziału Prawa Uniwersytetu Adama Mickiewicza (1960) i Papieskiego Wydziału Teologicznego w Poznaniu (1995) oraz Podyplomowego Studium Planowania Regionalnego Szkoły Głównej Planowania i Statystyki w Warszawie. Wieloletni pracownik służb planowania regionalnego i przestrzennego oraz placówek kultury.
Zmarł po ciężkiej chorobie w wieku 91 lat. Pochowany 6 maja 2023 na bydgoskim cmentarzu przy ul. Wyszyńskiego
Autor 40 przewodników turystycznych i ponad 300 artykułów o tematyce społeczno-gospodarczej i krajoznawczo-turystycznej. Członek zespołów redakcyjnych „Jantarowych Szlaków”, „Bydgoskiego Przeglądu Turystycznego” i „Kalendarza Bydgoskiego”. Był także długoletnim współpracownikiem czasopisma „Gościniec PTTK”.
Janusz Umiński został odznaczony między innymi: Krzyżem Kawalerskim Orderu Odrodzenia Polski, Złotym Krzyżem Zasługi, odznaką „Zasłużony Działacz Turystyki”, odznaką „Zasłużony Działacz Kultury”, Złotą Honorową Odznaką PTTK, odznaką „Za Szczególne Zasługi dla Województwa Bydgoskiego”, odznaką „Za Zasługi dla Miasta Bydgoszczy”, Honorowym Medalem Prezydenta Miasta Bydgoszczy.

## Wybrane publikacje
- 7 dni w Koronowie i nad Jeziorem Koronowskim (1989)
- Bory Tucholskie (1959, 1988)
- Bydgoszcz - przewodnik turystyczny (1996, 1998, 2004, 2007)
- Bydgoszcz i okolice (1972, 1976, 1985)
- Ciechocinek i okolice (1978, 1990)
- Gdańsk w 3 dni (2003)
- Grudziądz i okolice (1974)
- Koronowo i okolice (1996)
- Nad Notecią. Szlaki turystyczne (1984)
- Pojezierze Krajeńskie. Szlaki Turystyczne (1991)
- Powiat brodnicki i okolice (2006)
- Puszcza Bydgoska. Szlaki turystyczne (1985)
- Szlak Łokietka (1961, 1966)
- Szlak Piastowski (1960, 1966)
- Toruń w 3 dni (2005)
- Vademecum turystyczne województwa bydgoskiego (1982)
- Włocławek i okolice (1989)
- Województwo bydgoskie (1967)[3][1]